# 1881 Shao
Az 1881 Shao (ideiglenes jelöléssel 1940 PC) a Naprendszer kisbolygóövében található aszteroida. Karl Wilhelm Reinmuth fedezte fel 1940. augusztus 3-án.